# Front Mission (serie)
Front Mission (フロントミッション Furonto Misshon?) es una serie de videojuegos de rol táctico producidos originalmente por Squaresoft, en la actualidad Square Enix. El creador de la serie es Toshiro Tsuchida. La serie tuvo su origen en el año 1995 con el lanzamiento de Front Mission para Super Nintendo.

## Jugabilidad
La principal característica de la serie Front Mission es el uso de mechas gigantes llamados "Wanzers" (del alemán "Wanderung Panzer", tanques andantes) en las batallas. Por su parte, la línea argumental de la serie se desarrolla en torno a conflictos militares y tensiones políticas entre naciones en los siglos XXI y XXII.
Los "Wanzers" usan sus barras de vida separadas por 4 partes: Cuerpo, los 2 brazos y una de las partes móviles. La parte del cuerpo es el corazón de toda la maquinaria, el cual afecta a los generadores y todos los "Wanzers" no debe sobrepasar de su peso permitido por el generador al cambiar partes y armas. En algunos casos, el cuerpo del "Wanzer" puede tener un arma. Si se destruye el cuerpo, la máquina es destruida y removida del mapa. Solo para los "Wanzers", los brazos permiten equipar una o dos armas distintas. Si se destruyen, quedan inutilizables. Las partes móviles se encuentran debajo del "Wanzer" o vehículo y eso afecta la evasión y el número de cuadros, al mover, saltar o bajar, pudiendo ser piernas, ruedas, tanque o vuelo. Si se destruyen, la máquina pierde velocidad. En muchos títulos de Front Mission, es posible instalar computadoras a los "Wanzers", alterando los parámetros a sus pilotos. Las partes traseras se pueden instalar de manera opcional, pero puede afectar los parámetros o, en el caso de partes de almacenamiento, el número de objetos que pueden equipar. En entregas como Gun Hazzard o Front Mission 3, es posible atacar a pilotos, esto significa que un ataque puede dañar o incluso expulsar a los pilotos de sus máquinas.
Las armas son cuerpo a cuerpo, corto alcance, largo alcance, lanzamisiles y escudos. Las armas cuerpo a cuerpo solo se pueden usar si el oponente está cerca. Puños, sable láser, espadas y hachas son ejemplos de armas cuerpo a cuerpo. Las armas de corto alcance, como escopetas, ametralladoras y lanzallamas, causan múltiples daños a cualquier parte de la máquina. Las armas de largo alcance, como rifles francotirador, lanzagranadas y bazookas, evitan a los oponentes reaccionar con un contraataque, si se dispara desde lejos. Los lanzamisiles, como misiles guiados, granadas o cohetes, son de fuego indirecto; impiden a los oponentes reaccionar con un contraataque, y casi siempre acierta al blanco, pero cuentan con una munición limitada. Los escudos permiten interceptar ataques enemigos y son las únicas armas que permiten reaccionar ante un ataque enemigo.
Otras funciones son:
- Las versiones del 2 al 5 de Front Mission usan puntos de acción (PA o AP, por sus siglas en inglés). Los PA se consumen con cada acción (exc. al usar objetos, subir a o expulsar de máquinas) y se recargan al empezar el turno.
- Solo en Front Mission 2 y 3, es posible conectarse a internet (pero no necesita conexión) para así obtener información, comprar o mejorar objetos o partes, verificar correo electrónico y entrar al simulador para probar al jugador las habilidades.
- En Front Mission 1st, la arena permite apostar, por una pequeña cantidad de dinero, a personajes o equipos a entrar y ganar el combate. Al ganar el combate, los jugadores ganan el monto apostado o una de las partes del Wanzer. También estuvo disponible en Front Mission 2, 5, Online y 2089: Border of Madness.
- El simulador hará al jugador probar sus habilidades de batalla. Además de dinero, el simulador puede aumentar experiencia de un determinado tipo de arma. Front Mission 3 debutó esta función debido a que carece de arena.
- Con Front Mission 5 y 2089-II, también aparece el simulador de sobrevivencia, en donde un "Wanzer" específico debe enfrentar contra un sinnúmero de oponentes, para así subir de piso y obtener recompensas.

## Localizaciones
En todas las entregas de Front Mission se encuentran algunas de estas localidades en donde están ambientadas:
- OCU (Oceania Cooperative Union): Una meganación formada por el sudeste asiático, Oceanía y Australia. En Front Mission 3, OCU era acrónimo de  "Oceana Community Union" en la versión norteamericana. Otras versiones se mantiene el acrónimo original.
- USN (United States of the New Continent): Una meganación formada por los países de Norte y Sudamérica. En las versiones localizadas de Front Mission 1st, 4  y Evolved, USN es renombrada a UCS (acrónimo de Unified Continental States). Front Mission 3 conserva el nombre original.
- EC (European Community): Una meganación formada por toda Europa.
- OAC (Organization of African Consolidation): Una meganación formada por todo África. Esta meganación está dividida en 5 bloques.
- DHZ (Da Han Zhong): Una meganación formada por China y Taiwán.
- Zaftra: Una meganación formada por Rusia y la Comunidad de Estados Independientes.

## Juegos

### Serie principal
- Front Mission 1st, Super Nintendo (1995), WonderSwan Color (2002), PlayStation (2003), teléfonos móviles (2004), Nintendo DS (2007)
- Front Mission 2, PlayStation (1997)
- Front Mission 3, PlayStation (1999)
- Front Mission 4, PlayStation 2 (2003)
- Front Mission 5: Scars of the War, PlayStation 2 (2005)
- Front Mission 2089, teléfonos móviles (2005), Nintendo DS (2008)
- Front Mission 2089-II, teléfonos móviles (2006)

### Spin-offs
- Front Mission: Gun Hazard, Super Nintendo (1996)
- Front Mission: Alternative, PlayStation (1997)
- Front Mission: Online, PlayStation 2, Microsoft Windows (2005) ※ Sin conexión desde el 2008.
- Front Mission Evolved, PlayStation 3, Xbox 360, Microsoft Windows (2010)
- Left Alive, PlayStation 4 (2019)

## Compilaciones
- Front Mission History, PlayStation (2003)